# Liste der Wahlbezirke in der Bukowina
Diese Liste der Wahlbezirke in der Bukowina listet alle Wahlbezirke im Kronland Bukowina für die Wahlen des Österreichischen Abgeordnetenhauses auf. Die Wahlbezirke bestanden zwischen 1907 und 1918.

## Geschichte
Nachdem der Reichsrat im Herbst 1906 das allgemeine, gleiche, geheime und direkte Männerwahlrecht beschlossen hatte, wurde mit 26. Jänner 1907 die große Wahlrechtsreform durch Sanktionierung von Kaiser Franz Joseph I. gültig. Mit der neuen Reichsratswahlordnung schuf man insgesamt 480 Wahlbezirke mit in der Regel je einem zu wählenden Abgeordneten, der durch Direktwahl mit allfälliger Stichwahl bestimmt wurde. In der Bukowina hatten vor der Abschaffung des Klassenwahlrechts 11 Wahlkreise bestanden, wobei die Landgemeinden, die Städte gemeinsam mit der Handels- und Gewerbekammer sowie die Großgrundbesitzer je drei Abgeordnete und die Allgemeine Wählerkasse zwei Abgeordnete entsandten. Mit der Einführung des allgemeinen Männerwahlrechts wurden in der Bukowina 14 Wahlbezirke geschaffen, die sich auf vier sogenannte Städtewahlkreise und zehn Landgemeindenwahlkreise verteilten. Mit Ausnahme des Stadtwahlkreises für Laibach gab es nur Landgemeindewahlkreise, die sich aus einer gewissen Anzahl von Gerichtsbezirken zusammensetzten, wobei in manchen Landgemeindewahlkreisen einzelne Ortschaften auf Grund der Sprache anderen Wahlbezirken zugeschlagen wurden.

## Wahlbezirke
| Nr.:           | Nummer des Wahlkreises mit Link zum Wahlbezirksartikel |
| Wahlbezirktyp: | Angabe, ob es sich um einen Städtewahlkreis oder Landgemeindenwahlkreis handelt |
| Region:        | Städte oder Gerichtsbezirke, die zum Wahlbezirk gehören. Die Landgemeindewahlkreise umfassen die angegebenen Gerichtsbezirke ohne die in den Wahlbezirken 1 bis 4 enthaltenen Städte und Ortschaften. |
| WB:            | Anzahl der Wahlberechtigten bei der Reichsratswahl 1911 |
| Partei 1907:   | Parteizugehörigkeit des Abgeordneten des Wahlbezirks bezogen auf die Reichsratswahl 1907, Z = Zionisten, RSD = Rumänische Sozialdemokraten, DF=Deutsche Fortschrittspartei, CS= Christlich Soziale Partei, DA = Deutsche Agrarier, RND = Ruthenischnationale Demokraten, RN = Rumänischnationale Demokraten |
| Partei 1911:   | Parteizugehörigkeit des Abgeordneten des Wahlbezirks bezogen auf die Reichsratswahl 1911 |

| Nr. | Wahlbezirktyp          | Region | WB    | Partei 1907 | Partei 1911 |
| --- | ---------------------- | --- | ----- | ----------- | ----------- |
| 1   | Stadtwahlkreis         | Czernowitz-Ost sowie Sadagora | 9691  | Z           | Z           |
| 2   | Stadtwahlkreis         | Czernowitz-West | 11222 | RSD         | RSD         |
| 3   | Stadtwahlkreis         | Radautz, Suczawa, Sereth | 6972  | DF          | CS          |
| 4   | Stadtwahlkreis         | Gurahumora, Bori, Illischestie, Lichtenberg, Schwarzthal, Deutsch Alt-Fratautz, Deutsch Badeutz, Deutsch Satulmare, Fürstenthal, Karlsberg, Deutsch Tereblestie, Augustendorf, Itzkani Bahnhof, Neuitzkani sowie die Gutsgebiete Eisenau, Freudenthal, Luisenthak, Poczoritta, Berhometh am Sereth | 6832  | DA          | DA          |
| 5   | Landgemeindenwahlkreis | Gerichtsbezirke Kotzman, Sadagora ohne Buda | 16812 | RND         | RND         |
| 6   | Landgemeindenwahlkreis | Terescheny, Mihuczeny, Hliboka, Kamenka, Wolczynetz, Slobodzia, Berlince, Styrcze, Czerepkoutz, Waschkoutz am Sereth, Klimoutzm Fontina Alba, Altmamajestie, Neumamajestie, Kamena, Kiczera, Kuczurmare, Michaleze, Rewna, Strilecki Kut, Komarestie, Slobodzia, Zadowa, Bobestie                  | 12750 | RND         | RND         |
| 7   | Landgemeindenwahlkreis | Gerichtsbezirk Zastawna | 10050 | RND         | RND         |
| 8   | Landgemeindenwahlkreis | Gerichtsbezirke Stanestie, Waschkoutz am Czeremosch sowie die Gemeinden Bahna, Czornohuzy, Ispas, Lukawetz, Sereth | 14588 | RND         | RND         |
| 9   | Landgemeindenwahlkreis | Gerichtsbezirke Putilla, Seletin, Wiznitz sowie die Gemeinde Arzdel, Breazam Czumurna, Russ Moldowitza, Russ pe Boul, ohne die Ortsgemeinden des Wahlbezirks 8 | 12053 | RND         | RND         |
| 10  | Landgemeindenwahlkreis | Gerichtsbezirke Dorna Watra, Kimpolung, ohne die Ortsgemeinden des Wahlbezirks 9 | 11356 | RN          | RN          |
| 11  | Landgemeindenwahlkreis | Gerichtsbezirke Bojan, Sirizynetz und Czernowitz sowie die Gemeinde Buda ohne die Ortsgemeinden des Wahlbezirks Nr. 6 | 24231 | RN          | RN          |
| 12  | Landgemeindenwahlkreis | Gerichtsbezirke Suczawa, Sereth ohne die Gemeinde des Wahlbezirks Nr. 6 | 16940 | RN          | RN          |
| 13  | Landgemeindenwahlkreis | Gerichtsbezirk Radautz | 11448 | RN          | RN          |
| 14  | Landgemeindenwahlkreis | Gerichtsbezirke Solka, Gurahumora | 10497 | RN          | RN          |